# Wikidata
Wikidata è una base di conoscenza online collaborativa, sostenuta e ospitata dalla Wikimedia Foundation, con lo scopo di fornire un archivio comune di supporto agli altri progetti di Wikimedia, consultabile e modificabile sia da utenti umani che da bot.
È affine a Wikimedia Commons nel modello di fruizione, poiché fornisce dati a tutti i progetti e consente loro un accesso centralizzato, esattamente come fa Commons con i file multimediali.
L'iniziativa è stata avviata da un gruppo di ricercatori di Wikimedia Deutschland ed è stata resa ufficialmente disponibile il 30 ottobre 2012.
A differenza degli altri progetti della Wikimedia Foundation come Wikipedia, fruibili attraverso licenza copyleft, Wikidata è fruibile attraverso licenza di pubblico dominio Creative Commons CC0.

## Sviluppo e utilizzo del sito
Lo sviluppo iniziale del progetto è stato finanziato da una donazione concessa dal Paul Allen Institute for Artificial Intelligence, dalla Fondazione Gordon e Betty Moore e da Google pari a 1,3 milioni di euro.
Lo sviluppo di Wikidata è avvenuto in tre fasi: la prima (iniziata nell'ottobre 2012) ha visto la creazione degli elementi con l'inserimento dei link alle diverse versioni linguistiche di Wikipedia, così da avere un unico sistema centralizzato di gestione degli interlink; con la seconda fase (inizialmente prevista per dicembre 2012) si è cominciato ad inserire i dati successivamente riutilizzabili, mentre nella terza fase verrà sviluppata la possibilità di creare liste e grafici automatici a partire dai dati contenuti su Wikidata.

### Fase 1
La prima fase è iniziata il 30 ottobre 2012 e da quel momento si sono potute creare delle pagine chiamate elementi (item in inglese), contraddistinti da un numero univoco, in cui è possibile inserire un'etichetta (cioè un titolo che identifica la pagina) e una descrizione, in tutte le lingue, in modo da rendere univoco e immediatamente riconoscibile l'elemento. Oltre alle etichette e alle descrizioni, è stato subito possibile aggiungere degli alias, ovvero dei sinonimi delle etichette che facilitano la ricerca di quel dato elemento al lettore.
L'estensione per l'utilizzo di Wikidata è stata attivata dal 14 gennaio 2013 su Wikipedia in ungherese. Il 30 gennaio 2013 l'estensione è stata attivata su Wikipedia in italiano e in ebraico. A partire dal 13 febbraio 2013, l'estensione per la gestione degli interlink è stata attivata anche su Wikipedia in inglese. Dalla sera del 6 marzo 2013 la gestione degli interlink mediante Wikidata è stata estesa a tutte le rimanenti edizioni linguistiche di Wikipedia.

Progressi sulla creazione di elementi di Wikidata.

Alla data del 12 luglio 2013 sono stati eliminati più di 239 milioni dei circa 240 milioni di interlink presenti tra le varie Wikipedia.
A partire dal 23 luglio 2013, la fase 1 è stata implementata anche su Wikivoyage.

### Fase 2
La seconda fase ha preso inizio il 4 febbraio 2013, con l'introduzione delle proprietà negli elementi di Wikidata, mentre dal 27 marzo 2013 è possibile utilizzare sulle prime 11 Wikipedia i dati presenti su Wikidata, mentre su tutte le altre Wikipedia tale possibilità è stata attivata il 24 aprile. Su Wikivoyage è stata implementata dal 26 agosto 2013.

### Progressione numerica
Il 3 novembre 2012, appena quattro giorni dopo l'apertura di Wikidata, è stato creato l'elemento 10 000. Raggiunta quota 100 000 il 24 novembre, il 15 dicembre è stato creato il milionesimo elemento. Il 20 febbraio 2013 è stato raggiunto il numero 5 milioni, il 4 aprile 10 milioni, il 30 settembre 15 milioni. Il 23 febbraio 2018 è stato raggiunto il numero 50 milioni, mentre il 6 ottobre 2020 è stato creato l'elemento 100 000 001.
In realtà, visto che alcuni elementi, aggiunti erroneamente, vengono rimossi e non più creati, il numero dell'elemento non corrisponde alla reale progressione numerica di elementi su Wikidata, ma è leggermente maggiore.

## Critiche
Secondo le statistiche della Wikimedia Foundation aggiornate al dicembre 2015, metà delle informazioni su Wikidata è priva di fonti, il 30% dei dati è etichettato come importato da Wikipedia senza indicazione della voce dalla quale è stato tratto il dato.
Si teme inoltre che il progetto possa essere influenzato dalle compagnie di lobbying e ottimizzatori per motori di ricerca.

## Loghi

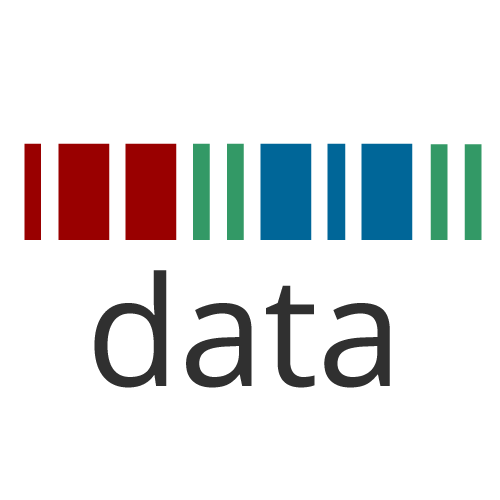
Il primo logo

Il logo di Wikidata fu scelto nel luglio 2012 con una votazione tra varie proposte. L'immagine vincente è opera di Arun Ganesh (l'utente Planemad della Wikipedia in inglese).
Alla base di questo logo c'è l'idea di riprodurre la scritta "wiki" in codice Morse (che corrisponde a • – –  • •  – • –  • •) mantenendo i colori del logo della Wikimedia Foundation. Sotto questo codice (simile a un codice a barre) compariva la scritta data. Successivamente, al fine di renderne più facile la lettura, è stato sostituito dal logo attuale: lo stesso "codice a barre", più alto, con la scritta "wikidata" a sostituire il semplice data.